# 9 listopada
9 listopada jest 313. (w latach przestępnych 314.) dniem w kalendarzu gregoriańskim. Do końca roku pozostaje 52 dni.

## Święta
- Imieniny obchodzą: Agrypin, Aleksander, Benignus, Benigny, Bogdan, Dziwigor, Elżbieta, Genowefa, Gorzysław, Joanna, Lilla, Ludwik, Nestor, Orestes, Ścibor, Świecław, Teodor i Ursyn
- Kambodża – Święto Niepodległości
- Międzynarodowe
  - Europejski Dzień Wynalazcy[1]
  - Międzynarodowy Dzień Walki z Faszyzmem i Antysemityzmem
- Nepal – Święto Konstytucji
- Pakistan – Rocznica Urodzin Muhammada Iqbala
- Wspomnienia i święta w Kościele katolickim[2][3] obchodzą:
  - bazylika św. Jana na Lateranie[4] (święto rocznicy poświęcenia bazyliki laterańskiej)
  - św. Elżbieta od Trójcy Przenajświętszej (Elżbieta Catez)
  - bł. Gracjan z Kotoru
  - bł. Joanna z Signy
  - św. Ursyn z Bourges (biskup)

## Wydarzenia w Polsce
- 1692 – Król Jan III Sobieski nadał prawa miejskie Szczuczynowi na Mazowszu.
- 1794 – Insurekcja kościuszkowska: wojska rosyjskie wkroczyły do zdobytej Warszawy.
- 1811 – W Warszawie odbyła się premiera opery Pałac Lucypera z muzyką Karola Kurpińskiego i librettem Alojzego Żółkowskiego (ojca).
- 1883 – W Gdańsku zainstalowano pierwsze telefony. Aparat z nr 1 otrzymał miejscowy browar.
- 1885 – Założono Macierz Szkolną dla Księstwa Cieszyńskiego (obecnie Macierz Ziemi Cieszyńskiej).
- 1916 – Otwock otrzymał prawa miejskie.
- 1919 – Założono Towarzystwo Żeglugowe „Sarmacja”.
- 1920 – Została zawarta Konwencja polsko-gdańska.
- 1928 – Premiera filmu niemego Pan Tadeusz w reżyserii Ryszarda Ordyńskiego.
- 1932 – Prymas kard. August Hlond został odznaczony Orderem Orła Białego.
- 1939:
  - Łódź wraz z ziemią łódzką została wcielona do III Rzeszy.
  - Około 120 osób aresztowano w drugiej akcji pacyfikacyjnej elity intelektualnej Krakowa (Zweite Sonderaktion Krakau).
  - Rozpoczęła się Sonderaktion Lublin.
  - W Łodzi rozpoczęła się Intelligenzaktion Litzmannstadt.
  - Naczelny Wódz gen. Władysław Sikorski nadał Warszawie order Virtuti Militari V klasy.
  - W Warszawie została założona Tajna Armia Polska.
- 1941 – W Mirze pod Grodnem Niemcy rozstrzelali 1500 Żydów.
- 1942:
  - 1100 Żydów z getta w Skałacie koło Tarnopola zostało wywiezionych do obozu zagłady w Bełżcu.
  - Likwidacja lubelskiego getta.
- 1943 – Oddział UPA dokonał mordu na ok. 300 Polakach w Lubieszowie w dawnym powiecie koszyrskim województwa poleskiego.
- 1958 – Ukazało się premierowe wydanie Telewizyjnego Kuriera Warszawskiego.
- 1980 – Premiera 1. odcinka serialu telewizyjnego Dom w reżyserii Jana Łomnickiego.
- 1989 – Kanclerz RFN Helmut Kohl rozpoczął oficjalną wizytę w Polsce.
- 1990 – Sejm RP przyjął ustawę o przejęciu przez skarb państwa majątku po byłej PZPR.
- 1995 – Premiera 1. odcinka serialu sensacyjnego Ekstradycja w reżyserii Wojciecha Wójcika.
- 2000 – Budynek PAST-y w Warszawie został przekazany środowiskom kombatanckim; w ich imieniu administruje nim Fundacja Polskiego Państwa Podziemnego.
- 2001 – Premiera filmu fantasy Wiedźmin w reżyserii Marka Brodzkiego.
- 2002 – Wystartował edukacyjny kanał telewizyjny Edusat.
- 2012 – Premiera filmu Pokłosie w reżyserii Władysława Pasikowskiego.
- 2016 – Wystartował kanał telewizyjny Nowa TV.

## Wydarzenia na świecie

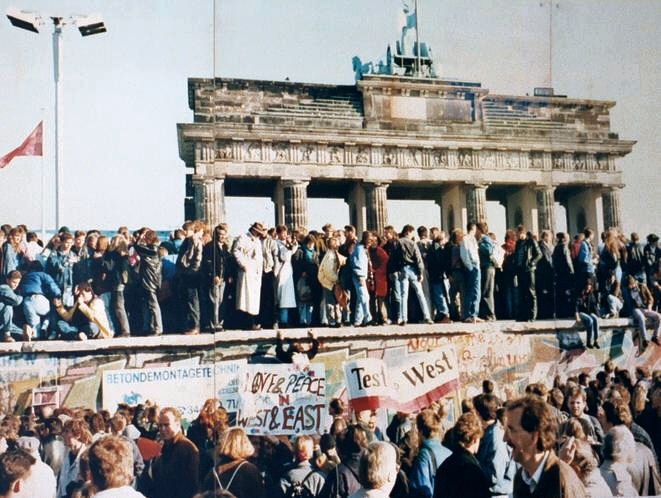
Berlińczycy stojący na dzielącym ich miasto murze (1989)

- 324 – Papież Sylwester I poświęcił bazylikę laterańską w Rzymie Jezusowi Chrystusowi.
- 1282 – Po przyjęciu przez Piotra III Wielkiego korony papieskiego lenna Sycylii, papież Marcin IV obłożył klątwą jego oraz następców.
- 1313 – Książę Bawarii Ludwik IV pokonał w bitwie pod Gammelsdorfem swego kuzyna, księcia Austrii i Styrii Fryderyka III Pięknego.
- 1330 – Rozpoczęła się bitwa pod Posadą (9-12 listopada), w trakcie której hospodar wołoski Basarab I rozgromił wojska króla Węgier Karola Roberta.
- 1456 – Węgierski arystokrata i dowódca wojskowy Władysław Hunyady, w odwecie za nieudany zamach na swoje życie, zamordował ostatniego hrabiego Celje Ulryka II.
- 1492 – Król Francji Karol VIII Walezjusz i król Anglii Henryk VII Tudor zawarli traktat w Étaples, na mocy którego Karol VIII zobowiązywał się wypłacić wysokie odszkodowanie oraz zgodził się nie popierać pretendenta do tronu angielskiego Perkina Warbecka, w zamian za co Henryk VII uznał francuskie zwierzchnictwo nad Bretanią.
- 1494 – Obalona przez mieszkańców rodzina Medyceuszy uciekła z Florencji, ich dobra zostały złupione, a w mieście przywrócono ustrój republikański.
- 1512 – Franciszek Skaryna obronił w Padwie doktorat z medycyny.
- 1520 – Krwawa łaźnia sztokholmska: duńscy najeźdźcy dokonali egzekucji 82 magnatów szwedzkich (8-9 listopada).
- 1618 – Wojna trzydziestoletnia: zwycięstwo wojsk czeskich nad cesarskimi w bitwie pod Lomnicą.
- 1655 – We Florencji padła w wieku 25 lat słonica indyjska o imieniu Hansken, która podróżując z cyrkiem objazdowym po wielu europejskich krajach zdobyła sławę i stała się bohaterką kilku dzieł malarskich. Uwiecznił ją m.in. Rembrandt.
- 1671 – Zainaugurował działalność Dorset Garden Theatre w Londynie.
- 1687 – Została poświęcona bazylika Santa Maria della Salute w Wenecji.
- 1729 – W Sewilli podpisano traktat pokojowy kończący wojnę hiszpańsko-angielską.
- 1732 – Alfons Maria Liguori założył zgromadzenie redemptorystów.
- 1799 – Napoleon Bonaparte dokonał zamachu stanu i przejął władzę we Francji.
- 1802 – Przejście Merkurego na tle tarczy Słońca.
- 1804 – Zakończyło się tygodniowe głosowanie powszechne w wyborach prezydenckich w USA, w których zwyciężył ubiegający się o reelekcję Thomas Jefferson.
- 1812 – Inwazja Napoleona na Rosję: stoczono bitwę nad rzeką Wop.
- 1815 – Utworzono brytyjski protektorat Zjednoczone Kraje Wysp Jońskich.
- 1818 – Weszła w życie pierwsza konstytucja Liechtensteinu.
- 1846 – Papież Pius IX ogłosił zawierającą krytykę racjonalizmu encyklikę Qui Pluribus.
- 1848 – W Wiedniu został rozstrzelany niemiecki rewolucjonista i poeta Robert Blum.
- 1857 – Charles Rogier został po raz drugi premierem Belgii.
- 1863 – Doszło do buntu w Akademii Sztuk Pięknych w Petersburgu, który doprowadził do wyodrębnienia się ruchu pieriedwiżników.
- 1870 – Wojna francusko-pruska: zwycięstwo wojsk francuskich w bitwie pod Coulmiers.
- 1872 – W Bostonie wybuchł pożar w wyniku którego zginęło 30 osób, a 776 budynków uległo zniszczeniu.
- 1888 – Kuba Rozpruwacz zamordował swą piątą i ostatnią z „kanonicznych” ofiar – prostytutkę Mary Jane Kelly.
- 1906 – Theodore Roosevelt jako pierwszy urzędujący prezydent USA odbył podróż zagraniczną (wizytował budowę Kanału Panamskiego).
- 1907:
  - Król Wielkiej Brytanii Edward VII otrzymał w prezencie urodzinowym największy i najczystszy diament Cullinan.
  - Rozegrano pierwsze w historii Football League First Division derby Londynu pomiędzy Chelsea FC i Arsenalem.
- 1908 – Elizabeth Garrett Anderson została jako pierwsza kobieta w Anglii wybrana na urząd burmistrza (miasta Aldeburgh).
- 1911 – Zwodowano największy żaglowiec w historii „France II”.
- 1913 – Ponad 250 osób zginęło w wyniku potężnego sztormu na Wielkich Jeziorach Amerykańskich.
- 1914 – I wojna światowa: w bitwie koło Wysp Kokosowych australijska marynarka zniszczyła niemiecki krążownik SMS „Emden”.
- 1915 – I wojna światowa: niemiecki okręt podwodny U-35 zatopił u wybrzeży Grecji amerykański statek pasażerski „Californian”, znany z nieudzielenia pomocy tonącemu „Titanicowi” w 1912 roku; zakończyła się zwycięska ofensywa wojsk bułgarskich na środkową Serbię (14 października-9 listopada).
- 1917:
  - I wojna światowa: wojska brytyjskie zdobyły Aszkelon w dzisiejszym Izraelu.
  - Premiera argentyńskiego, pierwszego w historii pełnometrażowego filmu animowanego El Apóstol.
- 1918:
  - Rewolucja listopadowa w Niemczech: w Berlinie wybuchł strajk generalny. Nastąpiła fraternizacja robotników z żołnierzami. O godzinie 12:00 Philipp Scheidemann na stopniach Reichstagu ogłosił powstanie Republiki Niemiec. O godzinie 16:00 Karl Liebknecht, z balkonu pałacu cesarskiego, proklamował powstanie Wolnej Socjalistycznej Republiki. Był to wynik ścierania się 2 partii socjalistycznych – USPD i działającego w jej ramach Związku Spartakusa z bardziej umiarkowaną SPD. Zdetronizowano cesarza Wilhelma II.
  - W Użhorodzie powstała tzw. Rada Węgro-Ruskiego Narodu na czele z Eugeniuszem Szabo, Augustynem Wołoszynem i Augustynem Stephanem.
- 1919 – Założono Komunistyczną Partię Danii.
- 1921 – Albert Einstein został ogłoszony laureatem Nagrody Nobla w dziedzinie fizyki za wyjaśnienie efektu fotoelektrycznego.
- 1923 – Fiaskiem zakończył się pucz monachijski zorganizowany przez Adolfa Hitlera.
- 1925 – Utworzono Schutzstaffel (SS).
- 1932 – Druga żona Józefa Stalina, Nadieżda Alliłujewa, popełniła samobójstwo.
- 1934 – W Australii powstał trzeci gabinet Josepha Lyonsa.
- 1937 – Wojna chińsko-japońska: wojska japońskie zdobyły Szanghaj.
- 1938:
  - Sformowano Sicz Karpacką – siły zbrojne autonomicznej Ukrainy Karpackiej w II Republice Czechosłowackiej.
  - W czasie tzw. nocy kryształowej naziści dokonali pogromu Żydów w III Rzeszy.
- 1942 – Erik Scavenius został premierem Danii.
- 1943:
  - Bitwa o Atlantyk: niemiecki okręt podwodny U-707 został zatopiony na wschód od Azorów bombami głębinowymi przez brytyjski bombowiec B-17, w wyniku czego zginęła cała, 51-osobowa załoga.
  - W Waszyngtonie została powołana Administracja Narodów Zjednoczonych do spraw Pomocy i Odbudowy (UNRRA).
- 1944:
  - Dokonano oblotu wojskowego samolotu transportowego Boeing C-97 Stratofreighter.
  - Niemiecki okręt podwodny U-537 został storpedowany i zatopiony na Morzu Jawajskim przez amerykańską jednostkę tej samej klasy USS „Flounder", w wyniku czego zginęła cała, 58-osobowa załoga.
- 1948 – I wojna izraelsko-arabska: armia izraelska przeprowadziła udaną operację przeciwko wojskom egipskim w rejonie fortu Irak Suwajdan w północno-zachodniej części pustyni Negew.
- 1951 – Oscar Torp został premierem Norwegii.
- 1953:
  - Kambodża ogłosiła niepodległość (od Francji).
  - Wybuchła wojna domowa Laosie.
- 1956 – Nad Trójkątem Bermudzkim zaginął patrolowy bombowiec amerykańskiej marynarki wojennej z 10-osobową załogą.
- 1961:
  - W The Cavern Club w Liverpoolu menedżer Brian Epstein po raz pierwszy obejrzał występ grupy The Beatles.
  - Zakończył się trwający od 4 czerwca kryzys berliński wywołany ponowieniem przez Nikitę Chruszczowa swego wystosowanego w 1958 roku ultimatum, w którym żądał przekształcenia Berlina Zachodniego w wolne miasto. Efektem kryzysu była budowa muru berlińskiego.
- 1962 – Stanisławów na Ukrainie został przemianowany na Iwano-Frankowsk.
- 1963:
  - W wyniku eksplozji w kopalni węgla kamiennego Miike na japońskiej wyspie Kiusiu zginęło 458 górników, a 839 zostało rannych.
  - W wyniku zderzenia trzech pociągów pod Jokohamą zginęły 162 osoby, a 120 zostało rannych.
- 1964 – Eisaku Satō został premierem Japonii.
- 1965:
  - 22-letni Amerykanin Roger Allen LaPorte dokonał samospalenia przed siedzibą ONZ w Nowym Jorku, protestując w ten sposób przeciwko wojnie wietnamskiej.
  - Blackout w północno-wschodnich stanach amerykańskich i kanadyjskiej prowincji Ontario pozbawił prądu kilkadziesiąt milionów osób.
  - Ferdinand Marcos wygrał wybory prezydenckie na Filipinach.
- 1967 – NASA wystrzeliła bezzałogowy statek kosmiczny Apollo 4.
- 1970 – Amerykańsko-brytyjska grupa blues-rockowa Derek and the Dominos wydała swój jedyny studyjny album Layla and Other Assorted Love Songs.
- 1971 – W trakcie ćwiczeń NATO krótko po starcie z lotniska wojskowego koło Pizy rozbił się brytyjski wojskowy samolot transportowy Lockheed C-130 Hercules, w wyniku czego zginęły wszystkie 52 osoby na pokładzie (5-osobowa brytyjska załoga, brytyjski instruktor i 46 włoskich spadochroniarzy).
- 1973 – Powołano Lapoński Parlament Finlandii z siedzibą w Inari.
- 1976 – Została założona Ukraińska Grupa Helsińska.
- 1981:
  - San Yu został prezydentem Birmy.
  - W Mauretanii, jako ostatnim kraju na świecie, oficjalnie zniesiono niewolnictwo.
- 1984 – Premiera horroru Koszmar z ulicy Wiązów w reżyserii Wesa Cravena.
- 1985 – Reprezentant ZSRR Garri Kasparow został mistrzem świata w szachach, pokonując w Moskwie broniącego tytułu Anatolija Karpowa.
- 1986 – Atif Sidki został premierem Egiptu.
- 1988 – Premiera horroru Laleczka Chucky w reżyserii Toma Hollanda.
- 1989:
  - Jesień Ludów: rozpoczęto burzenie Muru Berlińskiego.
  - Turgut Özal został prezydentem Turcji.
- 1990 – Premiera westernu Tańczący z wilkami w reżyserii Kevina Costnera.
- 1991 – Dżochar Dudajew został pierwszym prezydentem Czeczeńskiej Republiki Iczkerii.
- 1993 – W stolicy Hercegowiny Mostarze chorwacka armia zburzyła Stary Most na Neretwie.
- 1994 – Odkryto pierwiastek chemiczny darmsztadt.
- 1995 – Macedonia i Ukraina zostały przyjęte do Rady Europy.
- 1997 – Wystartował kanał BBC News.
- 2000:
  - W Indiach utworzono stan Uttarakhand.
  - Został odkryty Albioriks, jeden z księżyców Saturna.
- 2001 – Wojska amerykańskie i siły Sojuszu Północnego zdobyły zajmowane przez talibów miasto Mazar-i Szarif w Afganistanie.
- 2005:
  - Europejska Agencja Kosmiczna wystrzeliła w kierunku Wenus sondę Venus Express.
  - W samobójczych zamachach bombowych na 3 hotele w stolicy Jordanii Ammanie zginęło 60 osób, a ponad 100 zostało rannych.
- 2008 – Zostali rozstrzelani trzej zamachowcy skazani na karę śmierci za dokonanie zamachów bombowych na indonezyjskiej wyspie Bali w 2002 roku.
- 2009:
  - Sad al-Hariri został premierem Libanu.
  - Została opublikowana wydana 4 listopada 2009 przez Benedykta XVI konstytucja apostolska Anglicanorum coetibus, powołująca ordynariaty personalne dla anglikanów, którzy chcą uznać zwierzchnictwo papieża i zachować jednocześnie elementy dotychczasowej tradycji liturgicznej.
- 2010 – Zniesiono urząd premiera Zanzibaru.
- 2012 – W południowej Francji rozbił się algierski wojskowy samolot transportowy CASA C-295, w wyniku czego zginęła cała, 6-osobowa załoga.
- 2014 – Chalid Bahah został premierem Jemenu.
- 2016 – 7 osób zginęło, a 58 zostało rannych w wyniku wykolejenia tramwaju w dzielnicy Croydon w Londynie.
- 2018 – 53 osoby zginęły, a ponad 100 zostało rannych w serii zamachów bombowych w Mogadiszu, przeprowadzonych przez somalijską islamistyczną organizację Asz-Szabab.
- 2021 – José Maria Neves został prezydentem Republiki Zielonego Przylądka.
- 2022 – Inwazja Rosji na Ukrainę: wojska rosyjskie otrzymały rozkaz wycofania się z okupowanego Chersonia oraz całego prawego brzegu Dniepru, czemu towarzyszyła ewakuacja władz kolaboracyjnych wraz z demontażem rosyjskiej symboliki państwowej w mieście.

## Urodzili się
- 1383 – Mikołaj III d’Este, markiz Ferrary i Modeny (zm. 1441)
- 1389 – Izabela de Valois, księżniczka francuska, królowa Anglii (zm. 1409)
- 1414 – Albrecht III Achilles, elektor Brandenburgii (zm. 1486)
- 1467 – Karol, książę Geldrii, hrabia Zutphen (zm. 1538)
- 1522 – Martin Chemnitz, niemiecki teolog luterański (zm. 1586)
- 1535 – Nanda Bayin, władca Birmy (zm. 1600)
- 1566 – Chrystian, książę brunszwicko-lüneburski na Celle, protestancki biskup Minden (zm. 1633)
- 1583 – Fabian Maliszowski, polski dominikanin, przełożony prowincji ruskiej (zm. 1644)
- 1601 – Fryderyk Wilhelm, książę cieszyński (zm. 1625)
- 1606 – Hermann Conring, niemiecki filozof (zm. 1681)
- 1653 – (data chrztu) Jean-Baptiste Belin, francuski malarz (zm. 1715)
- 1664:
  - Johann Speth, niemiecki organista, kompozytor (zm. 1719)
  - Henry Wharton, angielski pisarz (zm. 1695)
- 1675 – Nicolò Maria Lercari, włoski kardynał (zm. 1757)
- 1697:
  - Claudio Casciolini, włoski kompozytor (zm. 1760)
  - August Aleksander Czartoryski, polski ziemianin, generał, polityk (zm. 1782)
- 1719 – Domenico Lorenzo Ponziani, włoski duchowny katolicki, prawnik, szachista (zm. 1796)
- 1721 – Mark Akenside, brytyjski lekarz, poeta (zm. 1770)
- 1723 – Anna Amalia, księżniczka pruska (zm. 1787)
- 1730 – Charles De Wailly, francuski architekt (zm. 1798)
- 1731 – Benjamin Banneker, amerykański farmer, astronom, matematyk, geodeta, pisarz (zm. 1806)
- 1732 – Julie de Lespinasse, francuska pisarka (zm. 1776)
- 1744 – Ferdinand von Hompesch zu Bolheim, wielki mistrz zakonu joannitów (zm. 1805)
- 1746 – Elżbieta Krystyna, księżniczka brunszwicka (zm. 1840)
- 1750 – Teodor Ostrowski, polski pijar, historyk, prawnik (zm. 1802)
- 1758 – Modest Hryniewiecki, ukraiński bazylianin, teolog, wykładowca akademicki (zm. 1823)
- 1766 – Teodor Radziejowski, polski pułkownik (zm. 1829)
- 1767 – Stanisław Mycielski, polski pułkownik, działacz niepodległościowy (zm. 1813)
- 1786 – Rozalia Rendu, francuska szarytka, błogosławiona (zm. 1856)
- 1791 – Marcin Klemensowski, polski pułkownik, uczestnik powstania listopadowego (zm. 1869)
- 1799 – Gustaw von Holstein-Gottorp-Vasa, szwedzki książę, generał w służbie austriackiej (zm. 1877)
- 1802 – Teodor Dyniewicz, polski duchowny katolicki, kanonik gnieźnieński (zm. 1858)
- 1805 – Karl Gustav Mitscherlich, niemiecki lekarz, farmakolog (zm. 1871)
- 1807 – William Francis Ainsworth, brytyjski lekarz, geograf, geolog, podróżnik (zm. 1896)
- 1810 – Friedrich Bidder, niemiecki fizjolog, anatom (zm. 1894)
- 1812:
  - Paul Abadie, francuski architekt, konserwator zabytków (zm. 1884)
  - Vincenz Alexovits, austriacki lekarz pochodzenia polskiego (zm. 1875)
  - Emilia Chopin, siostra Fryderyka (zm. 1827)
  - Charles Duclerc, francuski polityk, premier Francji (zm. 1888)
  - Marcus Lawrence Ward, amerykański polityk (zm. 1884)
- 1813 – Manuel Teodoro del Valle, peruwiański duchowny katolicki, biskup Huánuco, arcybiskup metropolita limski i prymas Peru (nominat) (zm. 1888)
- 1815 – Teofil Kegel, polski duchowny katolicki, działacz społeczny i niepodległościowy (zm. 1891)
- 1816 – Joseph Bayma, włosko-amerykański jezuita, chemik, matematyk (zm. 1892)
- 1818 – Iwan Turgieniew, rosyjski pisarz (zm. 1883)
- 1819:
  - Annibale de Gasparis, włoski astronom (zm. 1892)
  - Gustave Le Vavasseur, francuski poeta, prozaik (zm. 1896)
- 1821 – Jean-Baptiste Weckerlin, francuski kompozytor, wydawca muzyczny (zm. 1910)
- 1825 – Ambrose P. Hill, amerykański generał konfederacki (zm. 1865)
- 1827 – Charles Wolf, francuski astronom (zm. 1918)
- 1828 – Dragan Cankow, bułgarski polityk, premier Bułgarii (zm. 1911)
- 1829 – Martynas Sederevičius, litewski duchowny katolicki, wydawca pism religijnych, tłumacz (zm. 1907)
- 1832 – Émile Gaboriau, francuski pisarz, dziennikarz (zm. 1873)
- 1835 – Davorin Jenko, słoweńsko-serbski kompozytor, dyrygent (zm. 1914)
- 1838 – Tadeusz Oksza-Orzechowski, polski lekarz, polityk, organizator międzynarodowych przedsięwzięć technicznych (zm. 1902)
- 1839 – Tadeusz Korzon, polski historyk, wykładowca akademicki, uczestnik powstania styczniowego (zm. 1918)
- 1840:
  - Joseph-Adolphe Chapleau, kanadyjski prawnik, polityk, premier Quebecu (zm. 1898)
  - Robert Orleański, książę Chartres (zm. 1910)
- 1841 – Edward VII, król Wielkiej Brytanii (zm. 1910)
- 1844 – Johannes Olav Fallize, luksemburski duchowny katolicki, biskup, misjonarz, prefekt i wikariusz apostolski Norwegii (zm. 1933)
- 1845:
  - Józef Kościelski, polski poeta, dramaturg, wielkopolski działacz polityczny, mecenas sztuki, filantrop (zm. 1911)
  - Salvador Martínez Cubells, hiszpański malarz (zm. 1914)
- 1847 – Carlo Alberto Castigliano, włoski inżynier (zm. 1884)
- 1850 – Louis Lewin, niemiecki lekarz, farmakolog, toksykolog pochodzenia żydowskiego (zm. 1929)
- 1853 – Matthew H. Sankey, irlandzki inżynier mechanik (zm. 1925)
- 1855 – Aleksandros Zaimis, grecki polityk, premier i prezydent Grecji (zm. 1936)
- 1856 – George Scriven, irlandzki rugbysta, sędzia i działacz sportowy (zm. 1931)
- 1859 – Reinhold Büttner, niemiecki pastor staroluterański, superintendent generalny Kościoła Ewangelicko-Luterskiego w Polsce Zachodniej (zm. 1937)
- 1861:
  - Jules Bache, amerykański bankier, filantrop, kolekcjoner dzieł sztuki pochodzenia niemieckiego (zm. 1944)
  - Tadeusz Pawlikowski, polski reżyser teatralny (zm. 1915)
- 1862 – Alfonso Carinci, włoski duchowny katolicki, arcybiskup, urzędnik Kurii Rzymskiej (zm. 1963)
- 1864:
  - Dmitrij Iwanowski, rosyjski botanik, mikrobiolog, wykładowca akademicki (zm. 1920)
  - Paul Sérusier, francuski malarz (zm. 1927)
- 1865:
  - Max Laehr, niemiecki psychiatra (zm. 1936)
  - Édouard Nignon, francuski szef kuchni, autor książek kucharskich (zm. 1934)
- 1866 – Florence Prag Kahn, amerykańska polityk pochodzenia żydowskiego (zm. 1948)
- 1868:
  - Tadeusz Burdziński, polski ginekolog (zm. 1925)
  - Marie Dressler, kanadyjska aktorka (zm. 1934)
- 1870 – Bernard Gijlswijk, holenderski duchowny katolicki, dominikanin, arcybiskup tytularny, dyplomata papieski (zm. 1944)
- 1871 – Florence R. Sabin, amerykańska neuroanatom (zm. 1953)
- 1872 – Bohdan Łepki, ukraiński prozaik, poeta, literaturoznawca, polityk, senator RP (zm. 1941)
- 1873 – Tadeusz Miciński, polski prozaik, poeta (zm. 1918)
- 1874 – Julio Romero de Torres, hiszpański malarz (zm. 1930)
- 1875 – Marcelina Rościszewska, polska działaczka niepodległościowa, pedagog (zm. 1949)
- 1876 – Hideyo Noguchi, japoński bakteriolog (zm. 1928)
- 1877:
  - Enrico De Nicola, włoski prawnik, polityk, prezydent Włoch (zm. 1959)
  - Muhammad Iqbal, indyjski poeta muzułmański, filozof, polityk (zm. 1938)
  - Abelardo Olivier, włoski szermierz (zm. 1951)
- 1880 – Jordan Jowkow, bułgarski pisarz (zm. 1937)
- 1881 – Herbert Kalmus, amerykański inżynier, pionier kinematografii (zm. 1963)
- 1883 – Edna May Oliver, amerykańska aktorka (zm. 1942)
- 1885:
  - Wielimir Chlebnikow, rosyjski pisarz (zm. 1922)
  - Theodor Kaluza, niemiecki matematyk, fizyk (zm. 1954)
  - Hermann Weyl, niemiecki matematyk, fizyk, filozof (zm. 1955)
- 1886 – Ed Wynn, amerykański aktor (zm. 1966)
- 1888:
  - Jean Monnet, francuski ekonomista, polityk (zm. 1979)
  - Stanisław Rola-Arciszewski, polski pułkownik, publicysta wojskowy (zm. 1953)
  - Ernst Wide, szwedzki lekkoatleta, średniodystansowiec (zm. 1950)
- 1889
  - Snub Pollard, amerykański aktor pochodzenia australijskiego (zm. 1962)
  - Jan Szczodrowski, polski polityk, prezydent Zawiercia i Częstochowy (zm. 1962)
- 1890 – Grigorij Kulik, radziecki dowódca wojskowy, marszałek ZSRR, polityk (zm. 1950)
- 1891 – Teodora Dąbrowska, polska rzeźbiarka, malarka, śpiewaczka (zm. 1973)
- 1893 – María Amparo Carbonell Muñoz, hiszpańska salezjanka, męczennica, błogosławiona (zm. 1936)
- 1894:
  - Dietrich von Choltitz, niemiecki generał piechoty (zm. 1966)
  - Józef Rajmund Paschalis Ferrer Botella, hiszpański duchowny katolicki, męczennik, błogosławiony (zm. 1936)
- 1895:
  - Józef Kojder, polski major administracji (zm. 1940)
  - Mae Marsh, amerykańska aktorka (zm. 1968)
  - Tadeusz Morgenstern-Podjazd, polski kontradmirał (zm. 1973)
- 1897 – Ronald Norrish, brytyjski chemik, laureat Nagrody Nobla (zm. 1978)
- 1898 – Owen Barfield, brytyjski filozof, prozaik, poeta (zm. 1997)
- 1899:
  - Bang Jeong-hwan, koreański autor literatury dziecięcej i młodzieżowej, działacz na rzecz praw dziecka (zm. 1931)
  - Stanisław Rybicki, polski major artylerii, działacz społeczny, polityk, prezydent Częstochowy (zm. 1980)
- 1900:
  - Czesław Narkowicz, polski komandor podporucznik, lekarz (zm. 1965)
  - Bluma Zeigarnik, rosyjska psycholog, psychiatra pochodzenia żydowskiego (zm. 1988)
- 1901:
  - Gloria Hope, amerykańska aktorka (zm. 1976)
  - Wanda Józefa Maria Kirchmayer, polska inżynier rolnik, podporucznik TOW (zm. 1944)
- 1902:
  - Anthony Asquith, brytyjski reżyser filmowy (zm. 1968)
  - Mitrofan Niedielin, radziecki dowódca wojskowy, główny marszałek artylerii (zm. 1960)
  - Jan Alfred Szczepański, polski pisarz, publicysta, krytyk teatralny i filmowy, alpinista (zm. 1991)
- 1903:
  - Léon-Étienne Duval, francuski duchowny katolicki, arcybiskup Algieru, kardynał (zm. 1996)
  - Marija Stepowa-Karpiak, ukraińska aktorka (zm. 1984)
- 1904:
  - Walenty Szpunar, polski geodeta, astronom, wykładowca akademicki (zm. 1989)
  - Heiti Talvik, estoński poeta (zm. 1947)
- 1905 – Erika Mann, niemiecka aktorka, pisarka (zm. 1969)
- 1907:
  - Eugen Deutsch, niemiecki sztangista (zm. 1945)
  - Mieczysław Milecki, polski aktor, reżyser radiowy (zm. 1988)
  - Stefan Orliński, polski generał brygady (zm. 1966)
  - Kō Takamoro, japoński piłkarz (zm. 1995)
- 1908 – Siergiej Christianowicz, rosyjski mechanik-energetyk, wykładowca akademicki (zm. 2000)
- 1909:
  - Oscar Gjøslien, norweski biegacz narciarski (zm. 1995)
  - Jerzy Kapliński, polski baletmistrz, choreograf, mim, malarz (zm. 2003)
  - Massimo Pallottino, włoski archeolog (zm. 1995)
- 1910:
  - Günter von Drenkmann, niemiecki prawnik, sędzia (zm. 1974)
  - Georg Meier, niemiecki motocyklista i kierowca wyścigowy (zm. 1999)
- 1912 – Edmund Pappelbaum, polski komandor porucznik, kapitan żeglugi wielkiej, prawnik, inżynier budowy okrętów (zm. 1997)
- 1913 – Adam Żebrowski, polski prawnik, polityk, bankowiec (zm. 1981)
- 1914:
  - Basil Davidson, brytyjski historyk, afrykanista (zm. 2010)
  - Hedy Lamarr, amerykańska aktorka, wynalazczyni pochodzenia żydowskiego (zm. 2000)
  - Cywia Lubetkin, żydowska działaczka podziemia w getcie warszawskim (zm. 1978)
  - Paweł Weżinow, bułgarski prozaik (zm. 1983)
- 1915:
  - Hanka Bielicka, polska aktorka, artystka kabaretowa (zm. 2006)
  - Sargent Shriver, amerykański polityk, dyplomata (zm. 2011)
- 1916:
  - Alfons Bērziņš, łotewski łyżwiarz szybki (zm. 1987)
  - Kazimierz Romanowicz, polski żołnierz, księgarz, wydawca (zm. 2010)
- 1917 – Chajjim Jehuda, izraelski polityk (zm. 1985)
- 1918:
  - Spiro T. Agnew, amerykański polityk, wiceprezydent USA (zm. 1996)
  - Choi Hong-hi, południowokoreański generał, twórca taekwondo (zm. 2002)
  - Arie de Vroet, holenderski piłkarz, trener (zm. 1999)
- 1919:
  - Czesław Burski, polski rolnik, polityk, poseł na Sejm PRL (zm. 1976)
  - Teodor Palimąka, polski polityk, dyplomata (zm. 1980)
  - Marian Pankowski, polski poeta, prozaik, dramaturg, krytyk literacki, tłumacz (zm. 2011)
  - Stanisław Skorodecki, polski duchowny katolicki (zm. 2002)
  - Roman Suszko, polski matematyk, logik, filozof (zm. 1979)
- 1920:
  - Henryk Humięcki, polski plutonowy podchorąży, żołnierz AK, uczestnik powstania warszawskiego (zm. 1944)
  - Stanisław Konarzewski (junior), polski architekt (zm. 2001)
- 1921:
  - Stanisław Bursa, polski chemik, wykładowca akademicki (zm. 1987)
  - Wiktor Czukarin, radziecki gimnastyk (zm. 1984)
  - Thomas O. Paine, amerykański naukowiec, administrator NASA (zm. 1992)
- 1922:
  - Dorothy Dandridge, amerykańska aktorka (zm. 1965)
  - Zygmunt Grochocki, polski harcerz, działacz konspiracyjny (zm. 1943)
  - Tadeusz Kowzan, polski teatrolog, historyk literatury (zm. 2010)
  - Imre Lakatos, węgierski filozof nauki, wykładowca akademicki pochodzenia żydowskiego (zm. 1974)
  - Piotr Słonimski (1922–2009), polsko-francuski genetyk, wykładowca akademicki (zm. 2009)
  - Augusto Vargas Alzamora, peruwiański duchowny katolicki, arcybiskup Limy i prymas Peru, kardynał (zm. 2000)
- 1923:
  - Alice Coachman, amerykańska lekkoatletka, skoczkini wzwyż (zm. 2014)
  - Elizabeth Hawley, amerykańska dziennikarka, kronikarka wypraw himalajskich (zm. 2018)
  - Pasquale Macchi, włoski duchowny katolicki, sekretarz papieża Pawła VI (zm. 2006)
  - Roman Sykała, polski aktor (zm. 1972)
  - Teodor Wieczorek, polski piłkarz, trener (zm. 2009)
- 1924:
  - Robert Frank, amerykański fotograf pochodzenia żydowskiego (zm. 2019)
  - Józef Januszkowski, polski taternik, przewodnik tatrzański, ratownik górski (zm. 1967)
  - Aleksander Merker, polski prawnik, polityk (zm. 2012)
- 1925:
  - Giovanni Coppa, włoski kardynał (zm. 2016)
  - Ernesto Gutiérrez, argentyński piłkarz (zm. 2006)
  - Lelio Lagorio, włoski polityk (zm. 2017)
  - Zbigniew Wojtczak, polski chemik (zm. 2015)
- 1926:
  - Vicente Aranda, hiszpański reżyser filmowy (zm. 2015)
  - Martin Benrath, niemiecki aktor (zm. 2000)
  - Luis Miguel Dominguín, hiszpański matador (zm. 1996)
  - Rafael Lesmes, hiszpański piłkarz (zm. 2012)
  - Francis Walmsley, brytyjski duchowny katolicki, biskup, ordynariusz polowy (zm. 2017)
- 1927:
  - Ferenc Berényi, węgierski malarz (zm. 2004)
  - Carel Boshoff, południowoafrykański teolog protestancki, działacz kulturalny (zm. 2011)
  - Szelomo Lahat, izraelski generał, polityk (zm. 2014)
  - Zofia Ładyńska, polska włókniarka, polityk, poseł na Sejm PRL (zm. 2020)
  - Olavo Martins de Oliveira, brazylijski piłkarz, trener (zm. 2004)
- 1928:
  - Giorgio Bernini, włoski prawnik, polityk, minister handlu zagranicznego (zm. 2020)
  - Lojze Kovačič, słoweński pisarz (zm. 2004)
  - Anne Sexton, amerykańska poetka, pisarka (zm. 1974)
  - Andrzej Sitkowski, polski murarz, ekonomista, pisarz, żołnierz AK, uczestnik powstania warszawskiego (zm. 2025)
- 1929:
  - Piero Cappuccilli, włoski śpiewak operowy (baryton) (zm. 2005)
  - Zbigniew Ciechan, polski kompozytor, pianista, dyrygent (zm. 2021)
  - Marc Favreau, kanadyjski aktor (zm. 2005)
  - Imre Kertész, węgierski pisarz, laureat Nagrody Nobla pochodzenia żydowskiego (zm. 2016)
  - Aleksandra Pachmutowa, rosyjska kompozytorka
- 1930:
  - José Águas, portugalski piłkarz, trener (zm. 2000)
  - Ivan Moravec, czeski pianista (zm. 2015)
- 1931:
  - Ewald Dera, polski piłkarz (zm. 1983)
  - Jerzy Kruppé, polski historyk, archeolog, wykładowca akademicki (zm. 2022)
  - Erling Larsen, duński piłkarz (zm. 2017)
  - Stanisław Salmonowicz, polski historyk prawa, profesor nauk prawnych (zm. 2022)
  - Walerij Szumakow, rosyjski chirurg (zm. 2008)
- 1932:
  - Frank Selvy, amerykański koszykarz (zm. 2024)
  - Georgij Szirtladze, gruziński zapaśnik (zm. 2008)
  - Bernard Woltmann, polski działacz sportowy (zm. 2013)
- 1933:
  - Ed Corney, amerykański kulturysta (zm. 2019)
  - Egil Danielsen, norweski lekkoatleta, oszczepnik (zm. 2019)
- 1934:
  - Juan Luis Buñuel, hiszpański reżyser filmowy
  - Ingvar Carlsson, szwedzki polityk, premier Szwecji
  - Hamilton Green, gujański polityk, premier Gujany
  - Ronald Harwood, brytyjski dramaturg, scenarzysta filmowy (zm. 2020)
  - Carl Sagan, amerykański pisarz, astronom (zm. 1996)
  - Tengiz Sigua, gruziński polityk, premier Gruzji (zm. 2020)
  - Jean-Pierre Soisson, francuski samorządowiec, polityk, mer Auxerre, minister rolnictwa (zm. 2024)
- 1935:
  - Bob Gibson, amerykański baseballista (zm. 2020)
  - Mirosław Jutkiewicz, polski polityk, wicewojewoda gorzowski (zm. 2015)
  - Claude Kahn, francuski pianista (zm. 2023)
- 1936:
  - Bob Graham, amerykański przedsiębiorca, polityk, senator, gubernator Florydy (zm. 2024)
  - Michaił Tal, łotewski szachista (zm. 1992)
- 1937:
  - Eddie Blay, ghański bokser (zm. 2006)
  - Tatiana Kamińska, polska pisarka, dziennikarka (zm. 2012)
  - Roger McGough, brytyjski poeta
  - Maciej Prus, polski aktor, reżyser teatralny (zm. 2023)
- 1938:
  - Yvon Chouinard, amerykański przedsiębiorca, wspinacz, pisarz pochodzenia kanadyjskiego
  - Philippe Gueneley, francuski duchowny katolicki, biskup Langres
  - Dale Melczek, amerykański duchowny katolicki, biskup pomocniczy Detroit, biskup Gary (zm. 2022)
- 1939:
  - Marco Bellocchio, włoski reżyser, scenarzysta i producent filmowy
  - Paul Cameron, amerykański psycholog
  - Björn Engholm, niemiecki polityk
  - Ludwik Gawroński, polski muzykolog, publicysta
  - Ulrich Schamoni, niemiecki reżyser filmowy (zm. 1998)
  - Ryszard Witke, polski skoczek narciarski, trener (zm. 2020)
- 1940:
  - Andrea Mugione, włoski duchowny katolicki, arcybiskup Crotone-Santa Severina i Benewentu (zm. 2020)
  - Sam Savage, amerykański pisarz (zm. 2019)
  - Rajmund Zieliński, polski kolarz szosowy i torowy (zm. 2022)
- 1941:
  - Harald Berg, norweski piłkarz, trener
  - Carlos Carvalhas, portugalski polityk
  - Tom Fogerty, amerykański wokalista, gitarzysta, członek zespołu Creedence Clearwater Revival (zm. 1990)
  - Andrzej Sadlej, polski chemik, wykładowca akademicki (zm. 2010)
- 1942:
  - Dorota Czykier-Wierzba, polska ekonomistka (zm. 2022)
  - Herbert Gruber, austriacki bobsleista
  - Leif Hartwig, duński piłkarz
- 1943:
  - Michael Kunze, niemiecki pisarz, librecista
  - Kazimierz Rzążewski, polski fizyk, wykładowca akademicki
- 1944:
  - Siergiej Suslin, rosyjski zapaśnik, sambista
  - Herbert Wimmer, niemiecki piłkarz
  - Jan Woroniecki, polski politolog, ekonomista, dyplomata
- 1945:
  - Zewulun Orlew, izraelski wojskowy, polityk
  - Andrzej Szostek, polski duchowny katolicki, filozof, etyk, wykładowca akademicki
  - Jos Van Immerseel, belgijski klawesynista, pianista, dyrygent
- 1946:
  - Stanisław Bielecki, polski chemik, wykładowca akademicki
  - Park Cheong-sam, południowokoreański judoka
  - Nicole Van Den Broeck, belgijska kolarka szosowa (zm. 2017)
- 1947:
  - Pat Carey, irlandzki polityk
  - Tamaz Giorgadze, gruziński szachista, trener
  - Robert David Hall, amerykański aktor
  - Elżbieta Piela-Mielczarek, polska prawnik, polityk, poseł na Sejm PRL
- 1948:
  - Bille August, duński reżyser filmowy
  - Bronisław Gostomski, polski duchowny katolicki (zm. 2010)
  - Jan Huzarewicz, polski inżynier, samorządowiec, prezydent Żor
  - Kazimierz Jonkisz, polski perkusista jazzowy, pedagog
  - Zbigniew Kaniewski, polski związkowiec, polityk, minister skarbu państwa
  - Wiktor Matwijenko, ukraiński piłkarz, trener (zm. 2018)
  - Malcolm Milne, australijski narciarz alpejski
  - Luiz Felipe Scolari, brazylijski piłkarz, trener
  - Sharon Stouder, amerykańska pływaczka
- 1949:
  - William Ackerman, amerykański gitarzysta, kompozytor pochodzenia niemieckiego
  - Tommy Booth, angielski piłkarz
  - Marie Gabryšová, czeska ekonomistka
  - Stanisław Hoffmann, polski samorządowiec, polityk, senator RP
  - David Kagan, amerykański duchowny katolicki, biskup Bismarck
  - Mike Mareen, niemiecki piosenkarz i muzyk italo disco
  - Andrzej Ratusiński, polski pianista
  - Małgorzata Rogacka-Wiśniewska, polska aktorka
- 1950:
  - Ewa Ambroziak, polska wioślarka (zm. 2023)
  - Maksymilian (Łazarenko), rosyjski biskup prawosławny
  - Waldemar Nol, polski kulturysta
  - Jorgos Skolias, polski wokalista, kompozytor pochodzenia greckiego
  - Marcin Stronczek, polski samorządowiec, burmistrz Sośnicowic (zm. 2017)
- 1951:
  - Šarūnas Adomavičius, litewski prawnik, dyplomata, polityk
  - Aleksandr Biełow, rosyjski koszykarz (zm. 1978)
  - Lou Ferrigno, amerykański kulturysta, aktor pochodzenia włoskiego
  - Małgorzata Fuszara, polska prawnik, socjolog
  - Peter Libasci, amerykański duchowny katolicki, biskup Manchesteru
  - Pete McCarthy, brytyjski dziennikarz, pisarz (zm. 2004)
  - Dragan Pantelić, serbski piłkarz (zm. 2021)
  - Jacek Romanowski, polski aktor
- 1952:
  - Sherrod Brown, amerykański polityk, senator
  - Mike Flanagan, angielski piłkarz, trener
  - Hasan Isajew, bułgarski zapaśnik
  - David Ricken, amerykański duchowny katolicki, biskup Green Bay
  - Jack W. Szostak, amerykański genetyk, laureat Nagrody Nobla pochodzenia polskiego
- 1953:
  - Elżbieta Grześczyk, polska koszykarka
  - Andrzej Jakubowski, polski samorządowiec, wicemarszałek województwa zachodniopomorskiego
  - Sławomir Łuczyński, polski rysownik, karykaturzysta, ilustrator
  - József Pintér, węgierski szachista
- 1954:
  - Mauro Aparecido dos Santos, brazylijski duchowny katolicki, arcybiskup Cascavel (zm. 2021)
  - Zoran Stanković, serbski generał, lekarz, polityk, minister obrony, minister zdrowia (zm. 2021)
  - Dietrich Thurau, niemiecki kolarz torowy i szosowy
- 1955:
  - Kevin Andrews, australijski prawnik, polityk, minister obrony (zm. 2024)
  - Karen Dotrice, brytyjska aktorka
  - Rosario Fernández, peruwiańska prawnik, polityk, premier Peru
  - Fernando Meirelles, brazylijski reżyser filmowy
  - Lars Ulrik Mortensen, duński klawesynista, dyrygent
  - Bogdan Ząbek, polski grafik
  - Bogumiła Żongołłowicz, polska dziennikarka, poetka, pisarka
- 1956:
  - Leo Clijsters, belgijski piłkarz (zm. 2009)
  - Jarosław Lindenberg, polski filozof, dyplomata
  - Scott Tipton, amerykański przedsiębiorca, polityk, kongresman
- 1957:
  - Juan Nsue Edjang Mayé, duchowny katolicki z Gwinei Równikowej, arcybiskup Malabo
  - Tord Holmgren, szwedzki piłkarz
  - Viliam Judák, słowacki duchowny katolicki, biskup Nitry
  - Leszek Krowicki, polski piłkarz ręczny, trener
  - Einars Semanis, łotewski politolog, polityk, dyplomata
- 1958:
  - Krzysztof Kołtun, polski poeta
  - Jerzy Wcisła, polski dziennikarz, samorządowiec, polityk, senator RP
  - Stanisław Zarychta, polski wiceadmirał
- 1959:
  - Krzysztof Koszarski, polski piłkarz, bramkarz
  - Guy Parmelin, szwajcarski polityk, prezydent Szwajcarii
  - Thomas Quasthoff, niemiecki śpiewak operowy (bas-baryton)
  - Halina Szymańska, polska urzędniczka państwowa i samorządowa, szefowa Kancelarii Prezydenta RP
  - Miroslav Táborský, czeski aktor
- 1960:
  - Andreas Brehme, niemiecki piłkarz, trener (zm. 2024)
  - Roland Dickgießer, niemiecki piłkarz, trener
  - Vítor Gaspar, portugalski ekonomista, polityk
  - Beata Świerczyńska, polska architekt, polityk, poseł na Sejm RP
- 1961:
  - Marc L. Greenberg, amerykański językoznawca, slawista, wykładowca akademicki
  - Tommy Knudsen, duński żużlowiec
  - Radosław Kot, polski tłumacz, dziennikarz
- 1962:
  - Sergio Batista, argentyński piłkarz, trener
  - John Katko, amerykański polityk, kongresman
  - Andrzej Kotala, polski samorządowiec, prezydent Chorzowa
  - Jan O. Pedersen, duński żużlowiec
  - Marioara Popescu, rumuńska wioślarka
- 1963:
  - Anthony Bowie, amerykański koszykarz, trener
  - Anna Gawarecka, polska literaturoznawczyni, bohemistka
  - Alaksandr Tamkowicz, białoruski dziennikarz, pisarz
- 1964:
  - Frédéric Delpla, francuski szpadzista
  - Sonja Kirchberger, austriacka aktorka
  - Robert Duncan McNeill, amerykański aktor, reżyser i producent filmowy
  - Sergiusz Wołczaniecki, polski sztangista
- 1965:
  - Teognost (Dmitrijew), rosyjski biskup prawosławny
  - Kerstin Förster, niemiecka wioślarka
  - Bryn Terfel Jones, walijski śpiewak operowy (bas-baryton)
  - Małgorzata Krzysica, polska aktorka
  - Krzysztof Kusiel-Moroz, polski dyrygent, kompozytor, pedagog
- 1967:
  - Scott Bianco, kanadyjski zapaśnik
  - Naruyuki Naitō, japoński piłkarz
  - Guido Quaroni, włoski aktor
- 1968:
  - Alain Bettagno, belgijski piłkarz, trener pochodzenia włoskiego
  - Clint Marcelle, trynidadzko-tobagijski piłkarz, trener
  - Josef Polig, włoski narciarz alpejski pochodzenia tyrolskiego
  - Erol Sander, niemiecki aktor, model pochodzenia tureckiego
  - Axel Schultz, niemiecki bokser
  - Małgorzata Zacharska, polska kostiumografka filmowa
- 1969:
  - Sandra Denton, amerykańska wokalistka, członkini zespołu Salt-N-Pepa
  - Ayşegül Günay, turecka aktorka
  - Anna Laszuk, polska dziennikarka radiowa, publicystka (zm. 2012)
- 1970:
  - Nelson Diebel, amerykański pływak
  - Markus Ebner, niemiecki snowboardzista
  - Guido Görtzen, holenderski siatkarz
  - Bill Guerin, amerykański hokeista
  - Chris Jericho, kanadyjski wrestler, muzyk, pisarz
  - Marcin Krasowski, polski wokalista, członek zespołów: Transmisja i Vavamuffin
  - Luis Lobo, argentyński tenisista
  - Scarface, amerykański raper
  - Susan Tedeschi, amerykańska wokalistka jazzowa i soulowa, gitarzystka, kompozytorka pochodzenia włoskiego
- 1971:
  - Sabri Lamouchi, francuski piłkarz, trener
  - Zsolt Németh, węgierski lekkoatleta, młociarz
  - Jamie Nicolson, australijski bokser
  - Tommy Schram, duński piłkarz, trener
  - Rudi Soedjarwo, indonezyjski reżyser filmowy
- 1972:
  - Eric Dane, amerykański aktor
  - Augusto Jiminez Perez, amerykański curler
  - Wojciech Kuderski, polski perkusista, członek zespołu Myslovitz
  - Chris Pollock, nowozelandzki sędzia rugby union
- 1973:
  - Agnieszka Wójtowicz, polska koszykarka
  - Éric Boullier, francuski inżynier i menedżer F1
  - Nick Lachey, amerykański piosenkarz, aktor
  - Théodore Zué Nguéma, gaboński piłkarz (zm. 2022)
  - Krzysztof Ratajczyk, polski piłkarz
  - Władisław Tkaczow, francuski szachista pochodzenia rosyjskiego
  - Zisis Wrizas, grecki piłkarz
- 1974:
  - Joe C., amerykański raper, muzyk (zm. 2000)
  - Alessandro Del Piero, włoski piłkarz
  - Marcelo Elgarten, brazylijski siatkarz
  - Sven Hannawald, niemiecki skoczek narciarski
  - Carlos Honorato, brazylijski judoka
  - Ryō Kase, japoński aktor
  - Giovanna Mezzogiorno, włoska aktorka
  - Rafał Pazur, polski sztangista
  - Anna Serafińska, polska wokalistka jazzowa, pedagog
  - Maki Tabata, japońska łyżwiarka szybka
- 1975:
  - Olivier De Cock, belgijski piłkarz
  - Agnė Širinskienė, litewska prawnik, wykładowczyni akademicka, polityk
  - Zhang Yuehong, chińska siatkarka
- 1976:
  - Jaroslav Bednář, czeski hokeista
  - José Chatruc, argentyński piłkarz pochodzenia ukraińskiego
  - Danzel, belgijski piosenkarz
  - Winston Gordon, brytyjski judoka
  - Ion Overman, amerykańska aktorka
  - Sheek Louch, amerykański raper
- 1977:
  - Albano Bizzarri, argentyński piłkarz, bramkarz
  - Ludmyła Błonśka, ukraińska lekkoatletka, wieloboistka
  - Dzmitryj Daszczynski, białoruski narciarz dowolny
  - Sonja Jógvansdóttir, farerska polityk
  - Vincent Jones, amerykański koszykarz
  - Omar Trujillo, meksykański piłkarz (zm. 2022)
  - Krzysztof Wiszniewski, polski gitarzysta, kompozytor, członek zespołów Viridian i Stunheart
- 1978:
  - Steven López, amerykański taekwondzista pochodzenia nikaraguańskiego
  - Slobodan Marković, serbski piłkarz
- 1979:
  - Casper Ankergren, duński piłkarz, bramkarz
  - Zulia Calatayud, kubańska lekkoatletka, biegaczka średniodystansowa
  - Caroline Flack, brytyjska prezenterka radiowa i telewizyjna (zm. 2020)
  - Marcelina Kiala, angolska piłkarka ręczna
  - Martin Taylor, angielski piłkarz
  - Patricia Thormann, niemiecka siatkarka
  - Iwan Tkaczenko, rosyjski hokeista (zm. 2011)
- 1980:
  - Martín Ligüera, urugwajski piłkarz
  - Dominique Maltais, kanadyjska snowboardzistka
  - Benson Mhlongo, południowoafrykański piłkarz
  - Krzysztof Pilarz, polski piłkarz, bramkarz
  - Ben Rutledge, kanadyjski wioślarz
- 1981:
  - Jobi McAnuff, jamajski piłkarz
  - Yaima Ortíz Charro, kubańska siatkarka
  - Ramón Julián Puigblanqué, hiszpański wspinacz sportowy
  - Jorge Ribeiro, portugalski piłkarz
  - Gauthier de Tessières, francuski narciarz alpejski
- 1982:
  - Florentin Durand, francuski skoczek narciarski
  - Houssine Kharja, marokański piłkarz
  - Caroline Maes, belgijska tenisistka
  - Boaz Myhill, walijski piłkarz, bramkarz
  - Arantxa Parra Santonja, hiszpańska tenisistka
  - Jana Rawlinson, australijska lekkoatletka, płotkarka i sprinterka
- 1983:
  - Jennifer Ayache, francuska wokalistka, członkini zespołu Superbus
  - Tuuli Petäjä, fińska windsurferka
  - Domingo Salcedo, paragwajski piłkarz
  - Marcin Wika, polski siatkarz
  - Maja Włoszczowska, polska kolarka górska
- 1984:
  - Suzana Ćebić, serbska siatkarka
  - Florian Dick, niemiecki piłkarz
  - Delta Goodrem, australijska piosenkarka, aktorka
  - Koo Hye-sun, południowokoreańska aktorka, piosenkarka, reżyserka
  - Edyta Kuczyńska, polska wokalistka, kompozytorka
  - Bassa Mawem, francuski wspinacz sportowy pochodzenia nowokaledońskiego
  - French Montana, amerykański raper pochodzenia marokańskiego
  - Immanuel Naidjala, namibijski piłkarz
  - Pálmi Rafn Pálmason, islandzki piłkarz
  - Jozef Piovarči, słowacki siatkarz
  - Roldán Rodríguez, hiszpański kierowca wyścigowy
  - Maciej Starnawski, polski wokalista, chórzysta, multiinstrumentalista, muzyk sesyjny
- 1985:
  - Ajron, polski producent muzyczny, reżyser, montażysta i operator filmowy
  - Sander Bisseling, holenderski kolarz BMX
  - Aleksandre Guruli, gruziński piłkarz
  - Bakary Soumare, malijski piłkarz
- 1986:
  - Rudolf Dombi, węgierski kajakarz
  - Dawit Modzmanaszwili, gruziński zapaśnik
  - Mihai Pintilii, rumuński piłkarz
  - Prince Tagoe, ghański piłkarz
- 1987:
  - Nouchka Fontijn, holenderska pięściarka
  - Adam Łapeta, polski koszykarz
  - Raul Must, estoński badmintonista
- 1988:
  - Nikki Blonsky, amerykańska aktorka, piosenkarka pochodzenia czesko-irlandzkiego
  - Wencisław Christow, bułgarski piłkarz
  - Anna Gawron, polska siatkarka
  - Misheel Jargalsaikhan, polska aktorka niezawodowa pochodzenia mongolskiego
  - Alex Pearce, irlandzki piłkarz
  - Shanon Phillip, grenadyjski piłkarz
  - Analeigh Tipton, amerykańska łyżwiarka figurowa, aktorka, modelka
- 1989:
  - Gianluca Bezzina, maltański lekarz, piosenkarz
  - Baptiste Giabiconi, francuski model, piosenkarz
  - Daiki Kamikawa, japoński judoka
  - Marcin Nowakowski, polski koszykarz
  - Paul van der Ploeg, australijski kolarz górski i szosowy
  - Lucinda Whitty, australijska żeglarka sportowa
- 1990:
  - Lalawélé Atakora, togijski piłkarz
  - Romain Bardet, francuski kolarz szosowy
  - Lawrence Brittain, południowoafrykański wioślarz
  - Nosa Igiebor, nigeryjski piłkarz
  - Christine Michael, amerykański futbolista
  - Ingvild Flugstad Østberg, norweska biegaczka narciarska
  - Mariam Usman, nigeryjska sztangistka
- 1991:
  - Teodoras Aukštuolis, litewski judoka, zawodnik MMA
  - Phil Brown, kanadyjski narciarz alpejski
  - Nikolina Jelić, chorwacka siatkarka
  - Čestmír Kožíšek, czeski skoczek narciarski
  - Ma Qun, chiński szachista
  - Giovanni Venturini, włoski kierowca wyścigowy
- 1992:
  - Grégoire Jacq, francuski tenisista
  - Abel Khaled, francuski piłkarz pochodzenia algierskiego
  - Rómulo Otero, wenezuelski piłkarz
  - Artem Szczedry, ukraiński piłkarz
  - Sebastien Toutant, kanadyjski snowboardzista
- 1993:
  - Lilija Ajetbajewa, rosyjska pięściarka
  - Pete Dunne, brytyjski wrestler
  - Samuel Jones, amerykański zapaśnik
  - Satyawart Kadian, indyjski zapaśnik
  - Anna Wielgosz, polska lekkoatletka, biegaczka średniodystansowa
- 1994:
  - Saúl García, hiszpański piłkarz
  - Sam MacLeod, brytyjski kierowca wyścigowy
  - Lyrica Okano, amerykańska aktorka pochodzenia japońskiego
  - Lebogang Phiri, południowoafrykański piłkarz
  - Zach Sanford, amerykański hokeista
- 1995:
  - Finn Cole, brytyjski aktor
  - Oghenekaro Etebo, nigeryjski piłkarz
  - Daniel Naroditsky, amerykański szachista pochodzenia żydowskiego
  - Christian Walton, angielski piłkarz, bramkarz
  - Kimberley Zimmermann, szwajcarska tenisistka
- 1996:
  - Nguyễn Thị Ánh Viên, wietnamska pływaczka
  - Agustín Palavecino, argentyński piłkarz
  - Kasey Palmer, angielski piłkarz
  - Cécé Pepe, francuski piłkarz
  - Brian Rubio, meksykański piłkarz
- 1997:
  - Justyna Możdżonek, polska tancerka, choreografka
  - Matías Viña, urugwajski piłkarz
- 1998:
  - Santiago Bueno, urugwajski piłkarz
  - Maeve Coughlan, australijska judoczka
  - Marcus Garrett, amerykański koszykarz
  - Karolina Podkańska, polska koszykarka
- 1999:
  - Tiarn Collins, nowozelandzki snowboardzista
  - Meerim Dżumanazarowa, kirgiska zapaśniczka
  - Ana Maria Marković, chorwacka piłkarka
  - Karol Sevilla, meksykańska aktorka, piosenkarka
- 2000:
  - Artiom Ariefjew, rosyjski łyżwiarz szybki
  - Selma Bacha, francuska piłkarka pochodzenia algiersko-tunezyjskiego
  - Lisa Lohmann, niemiecka biegaczka narciarska
  - Felipe Loyola, chilijski piłkarz
  - Trendon Watford, amerykański koszykarz
- 2001 – Tommaso Rinaldi, włoski siatkarz
- 2002 – Mouhamed Gueye, senegalski koszykarz
- 2003 – Adem Lamloum, tunezyjski zapaśnik
- 2004 – Michel Augusto, brazylijski judoka

## Zmarli
- 959 – Konstantyn VII Porfirogeneta, cesarz bizantyński (ur. 905)
- 1034 – Oldrzych, książę Czech (ur. ok. 975)
- 1101 – Welf I, książę Bawarii (ur. ?)
- 1137 – Adalbert II Pobożny, margrabia Austrii (ur. 1107)
- 1187 – Song Gaozong, cesarz Chin (ur. 1107)
- 1208 – Sancha Kastylijska, księżniczka hiszpańska (ur. 1155)
- 1301 – Bolko I Surowy, książę jaworski i świdnicki (ur. 1252–56)
- 1415 – Pierre Girard, francuski kardynał (ur. ?)
- 1456 – Ulryk II, hrabia Celje (ur. 1406)
- 1507 – Cherubin, polski bernardyn, bakałarz, gwardian pochodzenia węgierskiego (ur. ?)
- 1508 – Gracjan z Kotoru, czarnogórski augustianin, błogosławiony (ur. 1438)
- 1513 – Robert Guibé, francuski duchowny katolicki, biskup Nantes, kardynał (ur. ok. 1460)
- 1520 – Bernardo Dovizi da Bibbiena, włoski kardynał, pisarz, dyplomata (ur. 1470)
- 1534 – Michał Wrocławczyk, polski filozof, astronom, astrolog, matematyk, teolog, filolog (ur. 1460)
- 1540 – Marcin Biem, polski duchowny katolicki, teolog, astrolog, astronom, wykładowca akademicki (ur. ok. 1470)
- 1571 – Stanisław Barzi, polski szlachcic, polityk (ur. 1529)
- 1596:
  - (data pogrzebu) George Peele, angielski poeta, dramaturg (ur. 1556)
  - Mansur ibn Abd ar-Rahman, marokański dowódca wojskowy (ur. ?)
  - Elżbieta Eufemia Wiśniowiecka, polska szlachcianka (ur. 1569)
- 1623 – William Camden, angielski antykwariusz, historyk, geograf (ur. 1551)
- 1636 – Janusz Wiśniowiecki, polski książę, koniuszy wielki koronny, starosta krzemieniecki (ur. 1599)
- 1641 – Ferdynand Habsburg, hiszpański duchowny katolicki, arcybiskup Toledo, kardynał, namiestnik Niderlandów Południowych (ur. 1609)
- 1677 – Aert van der Neer, holenderski malarz (ur. 1603)
- 1685 – Ludwik Armand I, książę Conti (ur. 1661)
- 1686 – Leon Bazyli Sapieha, podskarbi nadworny litewski, generał (ur. 1652)
- 1709 – Caspar Castner, niemiecki jezuita, matematyk (ur. 1655)
- 1747 – Philibert Orry, francuski polityk (ur. 1689)
- 1751 – Michał Ignacy Kunicki, polski duchowny katolicki, biskup sufragan krakowski (ur. 1698)
- 1755 – Kaspar Scherer, rosyjski kapitan, dyplomata pochodzenia szwajcarskiego (ur. 1689)
- 1756 – Paweł Świetlicki, polski teolog i kaznodzieja ewangelicki, chemik, fizyk, orientalista (ur. 1699)
- 1766 – Unico Wilhelm van Wassenaer, holenderski dyplomata, polityk, kompozytor (ur. 1692)
- 1778 – Giovanni Battista Piranesi, włoski grafik, architekt (ur. 1720)
- 1782 – Anna Dorothea Therbusch-Lisiewska, niemiecka malarka pochodzenia polskiego (ur. 1721)
- 1794:
  - Hryhorij Skoworoda, ukraiński poeta, kompozytor, filozof (ur. 1722)
  - Thomas Walker, amerykański lekarz, podróżnik, odkrywca (ur. 1715)
- 1801 – Karel Stamic, czeski skrzypek, kompozytor, dyrygent (ur. 1745)
- 1802 – Thomas Girtin, brytyjski malarz (ur. 1775)
- 1809:
  - Walter Bowie, amerykański polityk (ur. 1748)
  - Paul Sandby, brytyjski malarz, grafik (ur. 1731)
- 1811 – Dawid Chrystian Beicht, niemiecki pedagog (ur. ok. 1765)
- 1817 – Rajmund Korsak, polski poeta, tłumacz, uczestnik insurekcji kościuszkowskiej (ur. 1768)
- 1819 – Thomas Sim Lee, amerykański prawnik, polityk (ur. 1745)
- 1829 – Carl Gustaf af Leopold, szwedzki poeta, prozaik, dramaturg (ur. 1756)
- 1830 – (lub 21 listopada) Jan Śniadecki, polski polihistor, matematyk, astronom, filozof, geograf, pedagog, krytyk literacki, teoretyk języka, autor kalendarzy, poeta (ur. 1756)
- 1832 – Jan Nepomucen Sułkowski, polski dowódca wojskowy, książę bielski (ur. 1777)
- 1841 – Jean Victoire Audouin, francuski naturalista, entomolog, ornitolog (ur. 1797)
- 1844 – Maria Harel, Francuzka, domniemana twórczyni sera Camembert (ur. 1761)
- 1847 – Aleksander Graybner, polski polityk, prezydent Warszawy (ur. 1786)
- 1850 – François-Xavier-Joseph Droz, francuski historyk, filozof (ur. 1773)
- 1854 – Elizabeth Schuyler Hamilton, amerykańska filantropka (ur. 1757)
- 1856:
  - John M. Clayton, amerykański prawnik, polityk (ur. 1796)
  - Aleksander Martin, polski kompozytor, wiolonczelista (ur. 1825)
- 1865:
  - George Arnold, amerykański poeta (ur. 1834)
  - August Mayer, niemiecki lekarz, przyrodnik, anatom, fizjolog, wykładowca akademicki (ur. 1787)
- 1869 – Thomas George Pratt, amerykański polityk (ur. 1804)
- 1873 – Stephen Mallory, amerykański polityk (ur. 1813)
- 1876 – Bolesław Podczaszyński, polski architekt (ur. 1822)
- 1877 – Szymon Dutkiewicz, polski nauczyciel, kolekcjoner (ur. 1802)
- 1880 – Konstancja Turczynowicz, polska tancerka baletowa (ur. 1818)
- 1888:
  - Heinrich von Bamberger, austriacki patolog, wykładowca akademicki (ur. 1822)
  - Mary Jane Kelly, irlandzka prostytutka, ofiara Kuby Rozpruwacza (ur. 1863)
- 1892 – George Spencer-Churchill, brytyjski arystokrata, polityk (ur. 1844)
- 1893 – Wacław Ibiański, polski inżynier budowy dróg i mostów, uczestnik powstania styczniowego (ur. 1843)
- 1898 – Dawid Grimm, rosyjski architekt, historyk sztuki, wykładowca akademicki pochodzenia niemieckiego (ur. 1823)
- 1899 – María del Carmen od Dzieciątka Jezus, hiszpańska zakonnica, błogosławiona (ur. 1834)
- 1900:
  - Emilia Eysymont, polska poetka, pisarka (ur. ok. 1825)
  - Włodzimierz Niezabitowski, polski ziemianin, polityk (ur. 1830)
- 1906:
  - Dorothea Beale, brytyjska nauczycielka, feministka, działaczka oświatowa (ur. 1831)
  - Elżbieta od Trójcy Przenajświętszej, francuska karmelitanka, święta (ur. 1880)
  - Wojciech Jabłkowski, polski rzemieślnik, działacz niepodległościowy i socjalistyczny (ur. 1885)
- 1908 – Joseph Joel Duveen, holenderski marszand, filatelista (ur. 1843)
- 1910 – Piotr Wawrzyniak, polski duchowny katolicki, działacz społeczny i gospodarczy (ur. 1849)
- 1911 – Howard Pyle, amerykański malarz, ilustrator, pisarz (ur. 1853)
- 1914 – Teresa, księżniczka Saksonii-Altenburg, księżna Szwecji, Norwegii i Dalarny (ur. 1836)
- 1915:
  - Ikujirō Asayama, japoński okulista, wykładowca akademicki (ur. 1863)
  - Izydor Ceceniowski, polski podporucznik Legionów Polskich (ur. 1887)
- 1916:
  - Ludwig Bruns, niemiecki neurolog (ur. 1858)
  - Ion Dragalina, rumuński generał (ur. 1860)
- 1917:
  - Stefan Rosental, polski lekarz, neurolog, psychiatra pochodzenia żydowskiego (ur. 1886)
  - Wilhelm Weißbrodt, niemiecki filolog klasyczny, muzealnik, wykładowca akademicki (ur. 1836)
- 1918:
  - Guillaume Apollinaire, francuski poeta pochodzenia polskiego (ur. 1880)
  - Edward Czerkas, polski uczeń, orlę lwowskie (ur. 1902)
  - Władysław Glass, polski generał major armii rosyjskiej (ur. 1864)
  - Stanisław Koniuszewski, polski uczeń, orlę lwowskie (ur. 1901)
- 1919 – Eduard Müller, szwajcarski samorządowiec, polityk, burmistrz Berna, prezydent Szwajcarii (ur. 1848)
- 1920:
  - Alberto Blest Gana, chilijski pisarz (ur. 1830)
  - Jan Darnowski, polski porucznik (ur. 1879)
- 1921 – José Villegas Cordero, hiszpański malarz (ur. 1844)
- 1923 – Stefan de Latour, polski generał brygady (ur. 1862)
- 1924 – Henry Cabot Lodge, amerykański polityk (ur. 1850)
- 1925 – Aleksander Sawiuk, polski adwokat, polityk (ur. ok. 1880)
- 1926 – Thomas J. Stewart, kanadyjski przedsiębiorca, polityk (ur. 1848)
- 1928 – Roman Wojtecki, polski księgarz, działacz społeczny (ur. 1876)
- 1929 – Eugène-Édouard Monod, szwajcarski architekt (ur. 1871)
- 1930 – Henryk Gierszyński, polski lekarz, polityk, działacz emigracyjny (ur. 1848)
- 1931 – Zygmunt Smogorzewski, polski arabista, orientalista, dyplomata, wykładowca akademicki (ur. 1884)
- 1932:
  - Nadieżda Alliłujewa, Rosjanka, druga żona Józefa Stalina (ur. 1901)
  - Rudolf Bauer, węgierski lekkoatleta, dyskobol (ur. 1879)
  - Basil Spalding de Garmendia, amerykański tenisista (ur. 1860)
- 1937:
  - Antonio Bonilla, hiszpański strzelec sportowy (ur. 1882)
  - Ramsay MacDonald, brytyjski polityk, premier Wielkiej Brytanii (ur. 1866)
- 1938 – Ernst vom Rath, niemiecki prawnik, dyplomata, działacz nazistowski (ur. 1909)
- 1939:
  - Dirk Klop, holenderski porucznik, oficer wywiadu (ur. 1906)
  - Jan Kosznicki, polski nauczyciel, działacz społeczny (ur. 1892)
  - Józef Mańkowski, polski duchowny katolicki, męczennik, Sługa Boży (ur. 1895)
  - Frederick Stapleton, brytyjski pływak, piłkarz wodny (ur. 1877)
- 1940:
  - Neville Chamberlain, brytyjski polityk, premier Wielkiej Brytanii (ur. 1869)
  - Mieczysław Pańkowski, polski zootechnik, wykładowca akademicki (ur. 1865)
  - Konstanty Wolny, polski działacz narodowy, polityk, marszałek Sejmu Śląskiego (ur. 1877)
  - Julián Zugazagoitia, hiszpański dziennikarz, polityk (ur. 1899)
- 1941:
  - Henryk Hlebowicz, polski duchowny katolicki, męczennik, błogosławiony (ur. 1904)
  - Antoni Pacholczyk, polski samorządowiec, polityk, poseł na Sejm RP (ur. 1890)
  - Ludwik Szyman, polski major piechoty (ur. 1895)
- 1942:
  - Ernest Chuard, szwajcarski polityk, prezydent Szwajcarii (ur. 1857)
  - Eddie Leonski, amerykański seryjny morderca pochodzenia polskiego (ur. 1917)
  - Edna May Oliver, amerykańska aktorka (ur. 1883)
- 1943:
  - Karol Kałuża, polski duchowny rzymskokatolicki (ur. 1899)
  - George de Relwyskow, brytyjski zapaśnik (ur. 1887)
- 1944:
  - Mohammed Sadyk Bej Agabekzadeh, polski orientalista, wykładowca akademicki pochodzenia azerskiego (ur. 1865)
  - Aleksandr Winokurow, radziecki polityk (ur. 1869)
- 1945 – Pietro Speciale, polski florecista (ur. 1876)
- 1947 – Stanisław Ostoja-Chrostowski, polski rzeźbiarz, malarz, grafik (ur. 1897)
- 1948 – Edgar Kennedy, amerykański aktor (ur. 1890)
- 1950 – Alexander Clay, szkocki rugbysta (ur. 1863)
- 1951:
  - Luigi Beltrame Quattrocchi, włoski działacz katolicki, błogosławiony (ur. 1880)
  - Maksymilian Ciężki, polski podpułkownik łączności (ur. 1898)
  - Adam Rose, polski ekonomista, polityk (ur. 1895)
- 1952 – Chaim Weizman, izraelski chemik, polityk, pierwszy prezydent Izraela (ur. 1874)
- 1953:
  - Louise DeKoven Bowen, amerykańska sufrażystka, filantropka (ur. 1859)
  - Abd al-Aziz ibn Su’ud, król Al-Hidżazu i Arabii Saudyjskiej (ur. ok. 1880)
  - Dylan Thomas, walijski prozaik, poeta (ur. 1914)
- 1955:
  - Henri Delaunay, francuski działacz piłkarski (ur. 1883)
  - Alajos Kenyery, węgierski pływak (ur. 1894)
  - André Rischmann, francuski rugbysta (ur. 1882)
- 1956:
  - Hildebrand Gurlitt, niemiecki historyk sztuki, marszand (ur. 1895)
  - Hubert Houben, niemiecki lekkoatleta, sprinter (ur. 1898)
  - Aino Kallas, fińska pisarka (ur. 1878)
- 1957:
  - Peter O’Connor, irlandzki lekkoatleta, skoczek w dal, trójskoczek i skoczek wzwyż (ur. 1872)
  - Jerzy Paciorkowski, polski prawnik, polityk (ur. 1893)
- 1959 – Eero Lehtonen, fiński lekkoatleta, wieloboista (ur. 1898)
- 1960:
  - Mieczysław Jarosławski, polski pisarz, tłumacz, lekarz (ur. 1887)
  - Stanisław Łukasiewicz, polski profesor nauk technicznych (ur. 1884)
- 1961:
  - Ferdinand Bie, norweski lekkoatleta, wieloboista (ur. 1888)
  - Antoon Coolen, holenderski pisarz, dziennikarz (ur. 1897)
- 1962 – Alfons Aleksander Koziełł-Poklewski, polski przemysłowiec, dyplomata (ur. 1891)
- 1963 – Ba U, birmański prawnik, polityk, prezydent Birmy (ur. 1887)
- 1966:
  - Brady P. Gentry, amerykański polityk (ur. 1896)
  - Kazimierz Moszyński, polski polityk, wojewoda tarnopolski (ur. 1881)
  - Jisaburō Ozawa, japoński wiceadmirał (ur. 1886)
- 1967:
  - Jan Axentowicz, polski podpułkownik dyplomowany artylerii (ur. 1898)
  - Charles Bickford, amerykański aktor (ur. 1891)
  - Jack Foley, amerykański dźwiękowiec (ur. 1891)
  - Dick Howard, amerykański lekkoatleta, płotkarz (ur. 1935)
  - Leonard Torwirt, polski malarz, scenograf, konserwator zabytków (ur. 1912)
- 1968:
  - Georges Delaroche, francuski kierowca wyścigowy (ur. 1902)
  - Leo Huberman, amerykański działacz socjalistyczny, ekonomista marksistowski (ur. 1903)
  - Maria Morozowicz-Szczepkowska, polska aktorka, pisarka (ur. 1885)
- 1969:
  - Paul Berth, duński piłkarz (ur. 1890)
  - Herbert Eras, niemiecki architekt (ur. 1877)
  - Clifford Gray, amerykański bobsleista (ur. 1892)
  - Alfred Laskiewicz, polski otolaryngolog, wykładowca akademicki (ur. 1888)
  - Aleksander Pawlak, polski działacz komunistyczny (ur. 1907)
- 1970:
  - Charles de Gaulle, francuski generał, polityk, premier i prezydenci Francji (ur. 1890)
  - Hilary Kielek, polski chorąży pilot (ur. 1901)
- 1971 – Piotr Wiśniewski, polski botanik, wykładowca akademicki (ur. 1881)
- 1973:
  - Józef Klejer, polski aktor, reżyser teatralny (ur. 1907)
  - Erik de Laval, szwedzki pięcioboista nowoczesny (ur. 1888)
  - Beata Trylińska, polska architekt, konserwator zabytków (ur. 1908)
- 1974:
  - Oswald Kozioł, polski kolejarz, harcmistrz, powstaniec śląski (ur. 1903)
  - Aleksandr Kurszew, radziecki polityk (ur. 1902)
  - Holger Meins, niemiecki terrorysta (ur. 1941)
  - Egon Wellesz, austriacko-brytyjski kompozytor, choreograf, muzykolog, teoretyk muzyki pochodzenia żydowskiego (ur. 1885)
- 1975:
  - Ludwik Bronarski, polski muzykolog, pianista (ur. 1890)
  - Beata Hłasko, polska tłumaczka literatury skandynawskiej (ur. 1908)
  - Józef Jacewicz, polski generał brygady pilot (ur. 1926)
- 1976:
  - Bernhard Rein, estoński piłkarz, trener (ur. 1897)
  - Jan Wasiewicz, polski piłkarz, żołnierz (ur. 1911)
- 1977:
  - Dawid V, Katolikos-Patriarcha Gruzji (ur. 1903)
  - Tadeusz Katelbach, polski publicysta, dziennikarz, polityk, senator RP (ur. 1897)
- 1979 – Piotr Czernyszow, radziecki inżynier (ur. 1914)
- 1980:
  - Charles B. Hoeven, amerykański polityk (ur. 1895)
  - Carmel Myers, amerykańska aktorka (ur. 1899)
  - Jerzy Sienkiewicz, polski historyk sztuki (ur. 1897)
  - Toyen, czeska malarka awangardowa (ur. 1902)
- 1981 – Stanisław Gawlikowski, polski szachista, dziennikarz i publicysta szachowy (ur. 1920)
- 1983 – Zofia Hertz-Łukańska, polska malarka (ur. 1915)
- 1984 – Stanka Cekowa, bułgarska polityk komunistyczna (ur. 1901)
- 1985:
  - Mary MacLaren, amerykańska aktorka (ur. 1896)
  - Renato Mocellini, włoski bobsleista (ur. 1929)
  - Władysław Passendorfer, polski podpułkownik artylerii (ur. 1895)
  - Helen Rose, amerykańska kostiumografka filmowa (ur. 1904)
- 1986:
  - Adam Brodzisz, polski aktor (ur. 1906)
  - Henry Russell, amerykański lekkoatleta, sprinter (ur. 1904)
  - Leonard Sosnowski, polski fizyk, wykładowca akademicki (ur. 1911)
- 1987:
  - Leonid Gazow, radziecki polityk (ur. 1898)
  - Akhtar Hussain, indyjski i pakistański hokeista na trawie (ur. 1926)
  - Wołodymyr Jemeć, ukraiński piłkarz, trener (ur. 1937)
  - Maria Utrata, polska działaczka komunistyczna (ur. 1902)
- 1988:
  - Yves Baudrier, francuski żeglarz sportowy, kompozytor (ur. 1906)
  - Józef Kubicz, polski dermatolog (ur. 1906)
  - Nalumino Mundia, zambijski polityk, premier Zambii (ur. 1927)
  - Mario Nasalli Rocca di Corneliano, włoski kardynał (ur. 1903)
- 1989:
  - Alfonz Bednár, słowacki pisarz, scenarzysta filmowy, tłumacz (ur. 1914)
  - Michał Hofman, polski dziennikarz (ur. 1911)
  - Leen Vente, holenderski piłkarz (ur. 1911)
  - Mykoła Wozdwyżenski, radziecki major pilot (ur. 1915)
- 1991:
  - Jana Dítětová, czeska aktorka (ur. 1926)
  - Hans Liljedahl, szwedzki strzelec sportowy (ur. 1913)
  - Roman Lipowicz, polski specjalista technologii chłodnictwa, wykładowca akademicki (ur. 1900)
  - Yves Montand, francuski aktor, piosenkarz pochodzenia włoskiego (ur. 1921)
  - Nikolla Zoraqi, albański kompozytor, skrzypek (ur. 1929)
- 1992:
  - Fritz Gunst, niemiecki piłkarz wodny (ur. 1908)
  - Wartan Kałamkarow, radziecki polityk (ur. 1906)
  - Sven Selånger, szwedzki skoczek narciarski, kombinator norweski (ur. 1907)
- 1993:
  - Antoni Amirowicz, polski piłkarz pochodzenia ormiańskiego (ur. 1904)
  - Gerald Thomas, brytyjski reżyser filmowy (ur. 1920)
- 1994:
  - Jan (Bodnarczuk), ukraiński biskup prawosławny (ur. 1927)
  - James Brown, amerykański piłkarz, trener pochodzenia szkockiego (ur. 1908)
- 1995:
  - Fedir Hładusz, radziecki podpułkownik (ur. 1913)
  - Ken Saro-Wiwa, nigeryjski pisarz, producent telewizyjny, działacz ekologiczny (ur. 1941)
- 1996 – Fiodor Goriaczew, radziecki polityk (ur. 1905)
- 1997:
  - Carl Gustav Hempel, niemiecki filozof (ur. 1905)
  - Helenio Herrera, argentyński piłkarz, trener (ur. 1910)
- 1998:
  - Roman Cycowski, polski śpiewak, aktor pochodzenia żydowskiego (ur. 1901)
  - Mirosław Janakiew, bułgarski językoznawca (ur. 1923)
- 1999 – Claude Ballot-Léna, francuski kierowca wyścigowy (ur. 1936)
- 2000:
  - Henri Baillot, francuski piłkarz (ur. 1924)
  - Zygmunt Zeydler-Zborowski, polski pisarz (ur. 1911)
- 2001:
  - Witold Balcerowski, polski szachista (ur. 1935)
  - Nancye Wynne Bolton, australijska tenisistka (ur. 1916)
  - Mieczysław Kałużny, polski rzeźbiarz (ur. 1934)
  - Tadeusz Kuśmierski, polski generał dywizji (ur. 1930)
  - Giovanni Leone, włoski prawnik, wykładowca akademicki, polityk, premier i prezydent Włoch (ur. 1908)
- 2002:
  - Jan Hulsker, holenderski historyk sztuki (ur. 1907)
  - Eusebio Tejera, urugwajski piłkarz (ur. 1922)
- 2003:
  - Bruce Alexander, amerykański pisarz (ur. 1932)
  - Art Carney, amerykański aktor (ur. 1918)
- 2004:
  - Eddie Charlton, australijski snookerzysta (ur. 1929)
  - Emlyn Hughes, angielski piłkarz (ur. 1947)
  - Lew Jermin, radziecki polityk (ur. 1923)
  - Stieg Larsson, szwedzki pisarz, dziennikarz (ur. 1954)
  - Eiji Morioka, japoński bokser (ur. 1946)
- 2005:
  - Kocheril Raman Narayanan, indyjski polityk, prezydent Indii (ur. 1920)
  - Tadeusz Wasilewski, polski historyk, bałkanista, bizantynolog, dyplomata (ur. 1933)
- 2006 – Markus Wolf, wschodnioniemiecki funkcjonariusz służb specjalnych, szef Stasi (ur. 1923)
- 2007:
  - Luis Herrera Campins, wenezuelski prawnik, polityk, prezydent Wenezueli (ur. 1925)
  - Edward Łukawer, polski ekonomista pochodzenia żydowskiego (ur. 1920)
- 2008:
  - Andrzej Braun, polski pisarz (ur. 1923)
  - Jadwiga Cichocka, polska polityk, poseł na Sejm PRL (ur. 1914)
  - Amrozi bin Nurhasyim, indonezyjski terrorysta (ur. 1962)
  - Stanisław Różewicz, polski scenarzysta, reżyser filmowy i teatralny (ur. 1924)
- 2009 – Stanisław Laskowski, polski prawnik, polityk ludowy, poseł na Sejm Ustawodawczy (ur. 1914)
- 2010:
  - Vitus B. Dröscher, niemiecki etolog (ur. 1925)
  - Wiktor Kopyłow, rosyjski kolarz torowy (ur. 1951)
- 2011 – Har Gobind Khorana, amerykański biochemik, laureat Nagrody Nobla (ur. 1922)
- 2012:
  - Milan Čič, słowacki prawnik, polityk, premier Słowacji (ur. 1932)
  - Siergiej Nikolski, rosyjski matematyk, wykładowca akademicki (ur. 1905)
  - Teresa Swędrowska, polska koszykarka (ur. 1959)
  - Tadeusz Wróbel, polski inżynier elektronik, wykładowca akademicki (ur. 1926)
- 2013:
  - Andrzej Graja, polski fizyk (ur. 1940)
  - Emile Zuckerkandl, austriacko-amerykański biolog, wykładowca akademicki pochodzenia żydowskiego (ur. 1922)
- 2014:
  - Annemarie Buchner, niemiecka narciarka alpejska (ur. 1924)
  - Myles Munroe, bahamski duchowny zielonoświątkowy, teleewangelista, pisarz (ur. 1954)
- 2015:
  - Ernst Fuchs, austriacki malarz, grafik, muzyk (ur. 1930)
  - Selwyn Sese Ala, vanuacki piłkarz (ur. 1986)
  - Andy White, szkocki perkusista (ur. 1930)
- 2016:
  - Gerd Alberti, niemiecki zoolog, ekolog, systematyk (ur. 1943)
  - Greg Ballard, amerykański koszykarz (ur. 1955)
  - Kazimír Gajdoš, słowacki piłkarz (ur. 1934)
  - Irfan Shahîd, palestyński historyk, bizantynolog (ur. 1926)
- 2017:
  - Arlington Butler, bahamski prawnik, polityk, działacz sportowy (ur. 1938)
  - John Hillerman, amerykański aktor (ur. 1932)
  - Bogdan Kalinowski, polski bibliotekarz, kinoman (ur. 1939)
  - Gene Kotlarek, amerykański skoczek narciarski (ur. 1940)
  - Chuck Mosley, amerykański wokalista, członek zespołu Faith No More (ur. 1959)
- 2018:
  - Zdzisław Sosnowski, polski piłkarz (ur. 1924)
  - Helmut Tobollik, polski piłkarz (ur. 1933)
  - Robert Urbain, belgijski polityk (ur. 1930)
- 2019:
  - Brian Mawhinney, brytyjski polityk (ur. 1940)
  - Hans Verèl, holenderski piłkarz, trener (ur. 1953)
- 2020:
  - Fernando Atzori, włoski bokser (ur. 1942)
  - Israel Horovitz, amerykański dramaturg, scenarzysta filmowy pochodzenia żydowskiego (ur. 1939)
  - Virginia Ioan, rumuńska lekkoatletka, skoczkini wzwyż (ur. 1949)
  - John Kinsella, australijski zapaśnik (ur. 1950)
  - Teofil Kowalski, polski bokser, trener (ur. 1935)
  - Józef Para, polski aktor, reżyser teatralny (ur. 1922)
  - Jacek Polak, polski gitarzysta, członek zespołu Mr. Pollack (ur. 1967)
  - Jan Rowiński, polski lekarz, histolog, profesor doktor habilitowany nauk medycznych (ur. 1945)
- 2021:
  - Austin Currie, irlandzki nauczyciel, polityk (ur. 1939)
  - Loucif Hamani, algierski bokser (ur. 1950)
- 2022:
  - Gal Costa, brazylijska piosenkarka (ur. 1945)
  - Benedykt Huculak, polski duchowny katolicki, franciszkanin, teolog (ur. 1956)
  - Werner Schulz, niemiecki polityk, eurodeputowany (ur. 1950)
- 2023:
  - François Bacqué, francuski duchowny katolicki, arcybiskup, nuncjusz apostolski (ur. 1936)
  - Jacek Krywult, polski polityk, samorządowiec, prezydent Bielska-Białej (ur. 1941)
  - Tadeusz Pagiński, polski szermierz, trener (ur. 1947)
  - Katarzyna Pawlak, polska aktorka (ur. 1961)
  - Andrzej Perepeczko, polski marynarz, oficer floty handlowej, pisarz, publicysta (ur. 1930)
- 2024:
  - Masao Arai, japoński zapaśnik (ur. 1949)
  - Jean-Marie Untaani Compaoré, burkiński duchowny katolicki, biskup Fada N’Gourma, arcybiskup Wagadugu (ur. 1933)
  - Lou Donaldson, amerykański saksofonista jazzowy (ur. 1926)
  - Judith Jamison, amerykański tancerka, choreografka (ur. 1943)
  - James Keleher, amerykański duchowny katolicki, biskup Belleville, arcybiskup metropolita Kansas City (ur. 1931)
  - Viesturs Meijers, łotewski szachista (ur. 1967)
  - Ram Narayan, indyjski muzyk, wirtuoz sarangi (ur. 1927)
  - Herbert Schnädelbach, niemiecki filozof, wykładowca akademicki (ur. 1936)